# Palmvävare
Palmvävare (Ploceus bojeri) är en fågel i familjen vävare inom ordningen tättingar.

## Utseende och läte
Häckande hane palmvävare är bjärt gul med mestadels orangefärgat huvud. Honan är mattare i färgerna, men ändå relativt gul jämfört med närbesläktade arter. Båda könen uppvisar mörkt öga i alla dräkter. Arten liknar guldvävaren, men skiljs på de svartaktiga snarare än röda ögonen. Lätena är typiska för vävare, med "chet"-toner och en fräsande sång som påminner om radiostörningar. 

## Utbredning och systematik
Fågeln förekommer på savannen från Etiopien till södra Somalia, östra Kenya och nordöstra Tanzania. Den behandlas som monotypisk, det vill säga att den inte delas in i några underarter.

## Levnadssätt
Palmvävaren hittas i kustnära savann och buskmarker. Den ses ofta i områden rika på palmer, därav namnet, men också inåt landet utmed floder genom torrt landskap.

## Status
Arten har ett stort utbredningsområde och beståndet anses vara stabilt. Internationella naturvårdsunionen IUCN listar den därför som livskraftig (LC).

## Namn
Fågelns vetenskapliga artnamn hedrar Václav Bojer (1795-1856), tjeckisk botaniker och direktör för Royal Botanical Gardens i Mauritius tillika samlare av specimen i bland annat tropiska Afrika.